# 卡里納
卡里納（芬蘭語：Kaarina），是芬蘭西南部芬兰本部区以“城市”为称呼的市镇，位於群島海沿岸。市镇面積为179.59平方公里，2023年人口数量为36,335人，其中約89%居民的母語是芬蘭語。

## 外部連結
- 官方网站  （文）